# Korrespondenciatétel
A korrespondenciatétel egy tétel a valószínűségszámításban, ami összekapcsolja a valós eloszlásokat és a valós eloszlásfüggvényeket. Ez a kapcsolat lehetővé teszi, hogy valószínűségeloszlások helyett eloszlásfüggvényeket vizsgáljunk. Ez egyszerűbb, mivel ezek valós-valós függvények, szemben a Borel-σ-algebrán értelmezett halmazfüggvényekkel.
Következik a mérték egyértelműségének tételéből.

## Előkészület
Legyen {\displaystyle P} valószínűségeloszlás a valós számokon, vagyis az {\displaystyle P} metrikus téren. A cikk további részében {\displaystyle F_{P}(x)} jelöli {\displaystyle P} eloszlásfüggvényét, {\displaystyle F} pedig eloszlásfüggvény, vagyis monoton növő, balról folytonos függvény, melynek határértékei
{\displaystyle \lim _{x\to -\infty }F(x)=0} és {\displaystyle \lim _{x\to \infty }F(x)=1}.
Az első egy valószínűségeloszlás eloszlásfüggvénye, a második eloszlásfüggvény. Egy valószínűségeloszlás eloszlásfüggvénye eloszlásfüggvény, ami közvetlenül következik annak tulajdonságaiból. A korrespondenciatétel ezt fordítja meg.

## Állítás
Minden {\displaystyle F} eloszlásfüggvényhez tartozik egy egyértelmű {\displaystyle P} eloszlás, aminek eloszlásfüggvénye. Azaz
{\displaystyle P_{F}((-\infty ,x)):=F(x)}
Megfordítva, minden eloszlásnak van eloszlásfüggvénye, ahol 
{\displaystyle F_{P}(x):=P((-\infty ,x))}.
Így  {\displaystyle F_{P_{F}}=F} és {\displaystyle P_{F_{P}}=P}.
Ezzel az eloszlások és az eloszlásfüggvények kapcsolata bijektív.

## Következményei
A korrespondenciatétel leegyszerűsíti az eloszlások vizsgálatát, mivel nem kell mértékelméleti módszereket használni, a valós analízis használata elegendő az eloszlásfüggvény vizsgálatára. A valószínűségeloszlásokról tett kijelentések, a hozzá kapcsolódó definíciók átalakíthatók úgy, hogy az eloszlásfüggvényre hivatkozzanak. Erre példa az valószínűségi változó eloszlásbeli konvergenciája, amihez az eloszlásfüggvény gyenge konvergenciáját használják. Az olyan messzire vezető tételeket is mint Prokorov tétele az eloszlásfüggvényekre lehet bizonyítani.
Megfelelő eloszlásfüggvény megadásával konstruálhatók bonyolult valószínűségeloszlások. Klasszikus példa a Cantor-eloszlás, melynek eloszlásfüggvénye a Cantor-függvény.

## Fordítás
Ez a szócikk részben vagy egészben  a   Korrespondenzsatz (Stochastik) című német Wikipédia-szócikk fordításán alapul.  Az eredeti cikk szerkesztőit annak laptörténete sorolja fel. Ez a jelzés csupán a megfogalmazás eredetét és a szerzői jogokat jelzi, nem szolgál a cikkben szereplő információk forrásmegjelöléseként.